# Samarskij (Kraj Ałtajski)
Samarskij (ros. Самарский) – osiedle w Rosji, w Kraju Ałtajskim, w rejonie kamieńskim. W 2010 liczyło 113 mieszkańców.